# ランディ・マトソン
ランディ・マトソン (James Randel "Randy" Matson、1945年3月5日 - )は、アメリカ合衆国の陸上競技選手。砲丸投の選手として1964年東京オリンピックと1968年メキシコシティーオリンピックに出場。東京大会では銀メダルに終わったものの、メキシコ大会では20m54のオリンピック新記録で金メダルを獲得。
マトソンは、1965年4月に20.70の世界新記録を樹立。さらに同月には21m05のパフォーマンスで自己の持つ世界記録を更新し史上初の21m台を達成。1967年にかけて合計4回の世界記録を樹立している。

## 経歴
マトソンはテキサス州パンパ出身で、12歳のときに最初の陸上競技会に出場。そのときの結果は、50ヤード、100ヤード、走幅跳、走高跳で1位、そして砲丸投は6位という結果であった。高校はパンパハイスクールに入学。アメリカンフットボール、バスケットボールそして陸上競技の3競技でぬきんでた才能を発揮した。彼は郡のアメリカンフットボールで表彰され、バスケットボールでも2度郡代表、また州代表としても1度選ばれて1ゲーム平均15ポイント獲得している。陸上競技でも2度州の大会で、砲丸投と円盤投で優勝。また100ヤード走でも10秒3の記録を出している。これにより、彼の名は州そしてアメリカ中にその名が知られるようになる。
マトソンは、テキサスA&M大学に進学。砲丸投に取り組むこととした。彼が全面的に砲丸投に取り組んだ初年の1964年、東京オリンピックに出場し、20m20を出し、同じアメリカのダラス・ロングに次ぎ銀メダルを獲得した。
翌年の1965年から1971年にかけてマトソンは79回の競技会に出場し、73勝を飾っている。1965年には2カ月おきに3回の世界新記録を樹立。史上初の21m超の投てきもこのとき達成した。
マトソンは1967年に大学を卒業。NFLとNBA、そしてABAからドラフトされる。しかし、マトソンはそれらをすべて断り陸上競技に専念することにした。
マトソンは、1967年には自身の持つ世界記録を更新し21m78の記録を樹立。同年にはジェームスサリバン賞を受賞。翌年の1968年メキシコシティーオリンピックでは20m54のオリンピック新記録でついに金メダルを獲得した。
その後、1972年ミュンヘンオリンピックの国内予選では4位に終わり、3大会連続オリンピック出場を逃した。

## 自己ベスト
- 砲丸投:21.78m (1967年)

## 主な実績
| 年   | 大会                   | 場所                       | 種目   | 結果 | 記録  |
| ---- | ---------------------- | -------------------------- | ------ | ---- | ----- |
| 1964 | オリンピック           | 東京（日本）               | 砲丸投 | 銀   | 20m20 |
| 1967 | パンアメリカンゲームズ | ウィニペグ（カナダ）       | 砲丸投 | 金   | 19m83 |
| 1968 | オリンピック           | メキシコシティ（メキシコ） | 砲丸投 | 金   | 20m54 |